# ビリー・ポール
ビリー・ポール（Billy Paul、本名Paul Williams、1934年12月1日 - 2016年4月24日）は、アメリカ合衆国のソウル歌手。
フィラデルフィア（フィリー）・ソウルを代表するミュージシャンの一人で、1972年の全米No1シングル・「Me and Mrs. Jones」で知られる。

## 経歴
ペンシルベニア州フィラデルフィアの1地区、ノース・フィラデルフィア生まれ。12歳の頃から歌い始め、地元のラジオ番組などに出演。家族のコレクションであったSP盤を聴いて育ったことが、後のジャズやR&B、ポップスを折衷したような独特のボーカル・スタイルを生み出す素地となった。
その後、テンプル大学とグラノフ音楽学校で正規の音楽教育を受ける。やがて彼の関心はロックからソウル、さらにポップ・バラードへと移り、間もなくフィラデルフィアのアンダーグラウンドのミュージック・シーンで知られる存在となっていく。ポールの人気はクラブや大学のステージでの活動を通じて全国的なものとなっていくが、そのことにより、チャーリー・パーカー、ダイナ・ワシントン、ニーナ・シモン、マイルス・デイヴィス、ザ・インプレッションズ、サミー・デイヴィスJr.、ロバータ・フラックと言った、第一線のミュージシャンと共演する機会を得ることが出来たことが、その後の飛躍へと大きく繋がることとなった。
ポールの最初のレコードは1959年にJubilee Recordsから3人組の一人としてリリースされた「Why Am I」で、その後兵役を経て、ハロルド・メルヴィン&ザ・ブルー・ノーツ
に短期間在籍。1968年にギャンブル&ハフのプロデュースによる最初のフィリー・アルバム『Feeling Good at the Cadillac Club』を発表。1971年にフィラデルフィア・インターナショナル・レコードからリリースされた最初のアルバム（通算では3枚目）の『Going East』によってソウル・ミュージック・シーンで認められた存在となるが、何といっても彼に商業的・音楽的な大成功をもたらしたのは、翌年発表した『360 Degrees Of Billy Paul』と、同アルバムからシングル・カットされた「Me and Mrs. Jones」であった。
「Me and Mrs. Jones」は、累計200万枚を売り上げる大ヒットとなり、1972年末のビルボードで3週連続No1を獲得。さらに翌73年のグラミー賞も受賞。全英シングルチャートでも最高12位にランクインする など、世界的にもヒットした。
「Me and Mrs. Jones」以外の楽曲で良く知られているものとしては、「Am I Black Enough For You?」、「Let's Make a Baby」 などがあるが、独自の解釈によるカバー曲の傑作も多く、アル・グリーンの「Let's Stay Together」、エルトン・ジョンの「Your Song」などはその完成度の高さも相まって、コンサート等での定番となっている。

## アルバム
- 1968 Feelin' Good at the Cadillac Club (Gamble Records SG 5002)
- 1970 Ebony Woman (Neptune NLPS 201)
- 1971 Going East (Philadelphia International KZ 30580)
- 1972 360 Degrees of Billy Paul (Philadelphia International KZ 31793)
- 1973 Ebony Woman (Philadelphia International KZ 32118 - reissue of Neptune NLPS 201 )
- 1973 Feelin' Good at the Cadillac Club (Philadelphia International KZ 32119 - reissue of Gamble SG 5002)
- 1973 War of the Gods (Philadelphia International KZ 32409)
- 1974 Live in Europe (Philadelphia International KZ 32952)
- 1975 Got My Head on Straight (Philadelphia International KZ 33157)
- 1975 When Love Is New (Philadelphia International KZ 33843)
- 1976 Let 'Em In (Philadelphia International KZ 34389)
- 1977 Only the Strong Survive (Philadelphia International KZ 34923)
- 1979 First Class (Philadelphia International KZ 35756)
- 1980 Best of Billy Paul (Philadelphia International Z 2-36314)
- 1985 Lately (Total Experience TEL8-5711)[2]
- 1988 Wide Open (Ichiban ICH 1025)[3]